# Fram-Bank
Koordinaten: 67° 25′ S, 69° 40′ O
Die Fram-Bank ist eine Bank vor der Lars-Christensen-Küste des ostantarktischen Mac-Robertson-Lands. Sie liegt nördlich der MacKenzie Bay.
Teilnehmer der British Australian and New Zealand Antarctic Research Expedition (1929–1931) unter der Leitung des australischen Polarforschers Douglas Mawson entdeckten sie zwischen dem 27. und 28. Dezember 1928 und nahmen im Februar 1931 erste Erkundungen vor. Die Besatzung der Norvegia setzte dies am 4. Februar 1931 im Zuge der vom norwegischen Walfangunternehmer Lars Christensen finanzierten vierten Antarktisfahrt dieses Schiffs fort. Christensen benannte die Bank nach dem bekannten Forschungsschiff Fram.